# Krasni Fars
Krasni Fars (del ruso: Красный Фарс) es un jútor del raión de Koshejabl en la república de Adiguesia de Rusia. Está situado en la orilla izquierda del río Fars, 12 km al oeste de Koshejabl y 40 km al nordeste de Maikop, la capital de la república. Tenía 176 habitantes en 2010
Pertenece al municipio Dmítriyevskoye.